# Liste du patrimoine mondial en Malaisie
Cet article recense les sites inscrits au patrimoine mondial en Malaisie.

## Statistiques
La Malaisie ratifie la Convention pour la protection du patrimoine mondial, culturel et naturel le 7 décembre 1988. Les premiers sites protégés sont inscrits en 2000.
En 2025, la Malaisie compte 6 sites inscrits au patrimoine mondial, 4 culturels et 2 naturels. 
Le pays a également soumis 4 sites à la liste indicative, 1 culturels et 3 naturels.

## Listes

### Patrimoine mondial
Les sites suivants sont inscrits au patrimoine mondial.
| Id.  | Bien                                                                              | État            | Année | Superficie (ha) | Critères et notes                 | Coordonnées                  | Illus. |
| ---- | --------------------------------------------------------------------------------- | --------------- | ----- | --------------- | --------------------------------- | ---------------------------- | ------ |
| 1014 | Le patrimoine archéologique de l'ensemble des grottes du parc national de Niah    | Sarawak         | 2024  | 3 690           | Culturel, (iii), (v)              | 3° 48′ 50″ N, 113° 46′ 53″ E |        |
| 1734 | Parc forestier de l'Institut de recherche forestière de Malaisie (en) au Selangor | Selangor        | 2025  | 589             | Culturel, (ii), (v)               | 3° 13′ 45″ N, 101° 37′ 38″ E |        |
| 1012 | Parc du Kinabalu                                                                  | Sabah           | 2000  | 75 370          | Naturel, (ix), (x)                | 6° 15′ N, 116° 30′ E         |        |
| 1013 | Parc national du Gunung Mulu                                                      | Sarawak         | 2000  | 52 864          | Naturel, (vii), (viii), (ix), (x) | 4° 07′ 59″ N, 114° 55′ 01″ E |        |
| 1396 | Patrimoine archéologique de la vallée de Lenggong                                 | Perak           | 2012  | 398,64          | Culturel, (iii), (iv)             | 5° 04′ 05″ N, 100° 58′ 19″ E |        |
| 1223 | Villes historiques du détroit de Malacca : Melaka et George Town                  | Malacca, Penang | 2008  | 219             | Culturel, (ii), (iii), (iv)       | 5° 25′ 16″ N, 100° 20′ 46″ E |        |

### Liste indicative
Les sites suivants sont inscrits sur la liste indicative.
| Site                                                      | État                         | Type                           | Date | Superficie (ha) | Lien | Notes | Coordonnées                       | Illus. |
| --------------------------------------------------------- | ---------------------------- | ------------------------------ | ---- | --------------- | ---- | ----- | --------------------------------- | ------ |
| Léproserie de Sungai Buloh                                | Selangor                     | Culturel (ii), (iv), (v), (vi) | 2019 |                 | 6388 |       |                                   |        |
| Crête quartzeuse de Gombak Selangor (en)                  | Selangor                     | Naturel (vii), (x)             | 2017 |                 | 6175 |       | 3° 13′ 59″ nord, 101° 45′ 08″ est |        |
| Le parc national de Taman Negara de Malaisie péninsulaire | Kelantan, Pahang, Terengganu | Naturel (vii), (x)             | 2004 |                 | 1921 |       | 4° 35′ 02″ nord, 102° 30′ 00″ est |        |
| Parc d'État du Royal Belum                                | Perak                        | Naturel (x)                    | 2017 |                 | 6176 |       | 5° 40′ nord, 101° 23′ est         |        |